# Raleigh (Carolina do Norte)
Raleigh é a capital do estado americano da Carolina do Norte, localizada nos condados de Wake, do qual é sede, e Durham. Seu nome vem de Sir Walter Raleigh. Foi fundada em 1792, e incorporada em 1795.
Com mais de 467 mil habitantes, de acordo com o censo nacional de 2020, é a segunda cidade mais populosa do estado, atrás de Charlotte, e a 41ª mais populosa do país.
É a sede da Universidade Estadual da Carolina do Norte, bem como do time de hóquei no gelo Carolina Hurricanes.

## Geografia
De acordo com o Departamento do Censo dos Estados Unidos, a cidade tem uma área de 383,8 km², dos quais 381 km² estão cobertos por terra e 2,8 km² (0,7%) por água.

## Demografia
Desde 1900, o crescimento populacional médio, a cada dez anos, é de 34,7%.

### Censo 2020
De acordo com o censo nacional de 2020, a sua população é de 467 665 habitantes e sua densidade populacional é de 1 227,4 hab/km². Seu crescimento populacional na última década foi de 15,8%, acima do crescimento estadual de 9,5%. É a segunda cidade mais populosa do estado e a 41ª mais populosa do país. Sua região metropolitana possui 1 413 982 habitantes.
Possui 208 114 residências que resulta em uma densidade de 546,2 residências/km² e um aumento de 18,2% em relação ao censo anterior. Deste total, 6,0% das unidades habitacionais estão desocupadas. A média de ocupação é de 2,4 pessoas por residência.

### Censo 2010
Segundo o censo nacional de 2010, a sua população era de 403 892 habitantes e sua densidade populacional de 1 056,3 hab/km². Possuía 176 124 residências que resultava em uma densidade de 475,9 residências/km².

## Marcos históricos

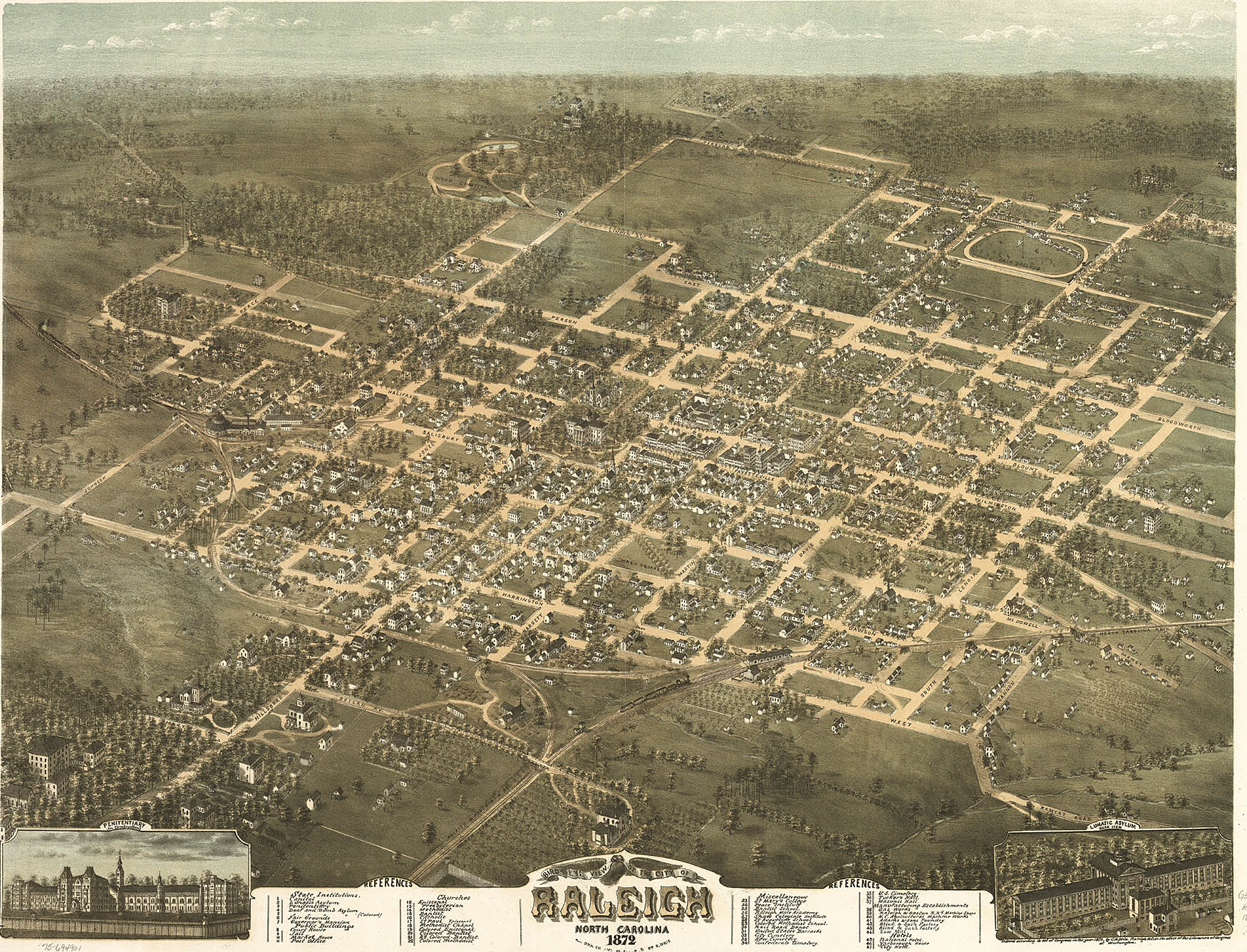
1872 na Carolina do Norte, mapas de 1872, mapas do século XIX da Carolina do Norte, Mapas de Raleigh, Carolina do Norte

O Registro Nacional de Lugares Históricos lista 136 marcos históricos em Raleigh, dos quais 4 são Marco Histórico Nacional. Os primeiros marcos foram designados em 26 de fevereiro de 1970 e o mais recente em 19 de dezembro de 2019.